# I Bet You Look Good on the Dancefloor
"I Bet You Look Good on the Dancefloor" is de single waarmee de Arctic Monkeys in 2005 doorbraken.
In het Verenigd Koninkrijk behaalde de single de nummer 1-positie. In Nederland werd het een minder grote hit en in Vlaanderen helemaal geen. Toch geldt dit zowel in het Verenigd Koninkrijk als in Nederland als het bekendste nummer van de Arctic Monkeys. Ook geldt het nummer als een van de belangrijkste singles uit de jaren '00.
Het nummer gaat over de uitgaanscultuur in de Britse suburbs, waar 'I bet you look good on the dancefloor' een mogelijke openingszin is. Het nummer is echter een satirsiche kijk op deze uitgaanscultuur, omdat elke vorm van diepgang en de romantiek er geheel zouden ontbreken; 'there is no love no, no montague's or capulets/just banging tunes and dj-sets/dirty dancefloors and dreams of naughtiness'.
In het refrein van het nummer ('Dance on electropop like a robot from 1984') is 1984 een verwijzing naar de zanger van de eveneens uit Sheffield afkomstige band Reverend and the Makers, voorheen 1984, wiens zanger Jon McClure bekend stond om zijn robot-moves op de dansvloer. De zinsnede 'Your name isn't Rio, but I don't care for sand' is een verwijzing naar het nummer "Rio" van Duran Duran uit de jaren tachtig.
Ondanks dat het nummer door sommige critici muzikaal weleens als "tweedimensionaal" is omschreven, is het tekstueel een uitstekend voorbeeld van de scherpe, observationele blik en originele lyriek ('stop making the eyes at me/what it is that surprises me') van frontman en tekstschrijver Alex Turner die de Arctic Monkeys en hun debuutalbum grote populariteit verwierven.

## Tracks
- 1. I Bet You Look Good on the Dancefloor
- 2. Bigger Boys & Stolen Sweethearts
- 3. Chun Li's Spinning Bird Kick

## NPO Radio 2 Top 2000
| Nummer met noteringen in de NPO Radio 2 Top 2000 | '15  | '16 | '17 | '18 | '19 | '20 | '21 | '22 | '23 | '24 |
| ------------------------------------------------ | ---- | --- | --- | --- | --- | --- | --- | --- | --- | --- |
| I Bet You Look Good on the Dancefloor            | 1993 | 648 | 682 | 639 | 738 | 690 | 676 | 537 | 643 | 722 |

1. ↑  Een vetgedrukt getal geeft de hoogste notering aan.
2. ↑  2015 was het eerste jaar met een notering voor dit nummer.